# On m'appelle Malabar
Pour plus de détails, voir Fiche technique et Distribution.
On m'appelle Malabar (titre original : Occhio alla penna) est un film italien réalisé par Michele Lupo et sorti en 1981.

## Synopsis
Malabar et Girolamo, deux hors-la-loi, viennent défendre un petit village attaqué par des bandits afin de piller l'or qui a été découvert...

## Fiche technique
- Titre original : Occhio alla penna
- Réalisation : Michele Lupo
- Scénario : Sergio Donati et Gene Luotto d'après une histoire de Sergio Donati
- Directeur de la photographie : Franco Di Giacomo
- Montage : Eugenio Alabiso
- Musique : Ennio Morricone
- Genre : Western spaghetti, comédie
- Pays de production :  Italie
- Durée : 90 minutes (1 h 30)
- Dates de sortie :
  - Italie : 6 mars 1981
  - France : 9 avril 1981
  - Allemagne de l'Ouest : 14 mai 1981
- Affiche : Jean Mascii (France)

## Distribution
- Bud Spencer (VF : Henry Djanik) : Malabar (Buddy en VO)
- Amidou (VF : Francis Lax) : Girolamo
- Joe Bugner : Shérif Bronson
- Piero Trombetta : Popsy Logan
- Carlo Reali : Sarto
- Sara Franchetti : Widow Gordon
- Renato Scarpa : Logan
- Riccardo Pizzuti (VF : Jacques Thébault) : Colorado Slim
- Andrea Heuer : Romy Gordon
- Marilda Donà : Mrs. Robinson
- Pino Patti : Mr. Robinson

## Les fauxMalabar
Tout comme les Trinita dix ans plus tôt, le film a entraîné une ré-exploitation française d'anciens films de Bud Spencer. Ainsi par exemple :
- Pied plat à Hong Kong (qui déjà à l'origine s'appelait Le Cogneur) a été rebaptisé Malabar explose à Hong Kong.
- Pied plat sur le Nil est ressorti sous le titre Malabar sur le Nil.
- Le film Bomber a été directement baptisé Capitaine Malabar dit La Bombe.